# Biston leucocrossa
Biston leucocrossa  är en fjärilsart som beskrevs av Louis Beethoven Prout 1928. Biston leucocrossa  ingår i släktet Biston och familjen mätare, Geometridae. Inga underarter finns listade i Catalogue of Life.